# Nachtkijker
Een nachtkijker is een verrekijker die men ook 's avonds en 's nachts kan gebruiken.
De voorwaarden zijn dat er voldoende licht door de kijker kan passeren. De zogenaamde uittreepupil van de kijker moet dan een diameter van minimaal 7 mm hebben. Het menselijk oog heeft namelijk 's nachts een grotere pupil dan overdag. Als deze gelijk is aan de uittreepupil van de kijker, ziet men optimaal.
De uittreepupil van de kijker is te zien als men de kijker een eindje van zich afhoudt en naar het lichtpunt kijkt dat in het oculair te zien is. Hij is ook te berekenen door de diameter van de objectieflens te delen door de vergroting. Beide kenmerken zijn terug te vinden in de "sterkte" van de kijker. Bijvoorbeeld: een 7×50 kijker heeft een uittreepupil van 50 / 7 = 7,1 mm, en is dus nachtkijker. Een kijker met een sterkte van bijvoorbeeld 10×22 heeft een uittreepupil van 2,2 mm en is dus niet geschikt als nachtkijker.
Nachtkijkers dienen niet verward te worden met nachtzichtapparatuur en infraroodkijkers. Deze maken gebruik van elektronische beeldversterking en zijn veel duurder. 